# 渋谷秀樹
渋谷 秀樹（しぶたに ひでき、1955年3月26日 - ）は、日本の法学者。専門は憲法。学位は、博士（法学）（大阪大学・論文博士・2013年）（学位論文「憲法訴訟要件論」）。立教大学名誉教授。弁護士。

## 経歴
1955年3月26日、兵庫県加古川市出身。
東京大学在学中は芦部信喜のもとで憲法学を専攻し、芦部の最後の門下生の憲法学者である。2007年に『憲法』（有斐閣）を発刊、2013年4月より放送倫理・番組向上機構（BPO）放送倫理検証委員会委員。
明治学院大学での教え子に、憲法学者で愛知大学法科大学院准教授の松井直之がいる。

### 学歴
- 1978年3月 - 東京大学法学部第二類（公法コース）卒業
- 1981年3月 - 東京大学大学院法学政治学研究科公法専門課程専攻修士課程修了
- 1984年3月 - 東京大学大学院法学政治学研究科公法専門課程専攻博士課程単位取得退学
- 2013年3月 - 大阪大学より博士（法学）の学位を取得　学位論文の題は「憲法訴訟要件論」[1]

### 職歴
- 1984年4月 - 大阪府立大学経済学部助手
- 1985年4月 - 大阪府立大学経済学部専任講師
- 1988年4月 - 大阪府立大学経済学部助教授
- 1996年1月 - 大阪府立大学経済学部教授
- 1997年4月 - 明治学院大学法学部教授
- 2000年4月 - 立教大学法学部教授
- 2004年4月 - 立教大学大学院法務研究科教授
- 2006年11月 - 立教大学大学院法務研究科委員長（2012年4月まで）
- 2020年3月 - 立教大学を定年退職
- 2020年4月-　立教大学名誉教授、原後綜合法律事務所（弁護士）

## 著書
- 『憲法（第3版）』（有斐閣、2017年/初版2007年）
- 『憲法1人権（第6版）』（共著）（有斐閣アルマ、2016年）
- 『憲法2統治（第6版）』（共著）（有斐閣アルマ、2016年）
- 『日本国憲法の論じ方（第2版）』（有斐閣、2010年/初版2002年）
- 『憲法起案演習―司法試験編』（弘文堂、2017年）
- 『憲法への招待（新版）』（岩波新書、2014年/初版2001年）
- 『憲法を読み解く』（有斐閣、2021年）